# Florence May
Pour les articles homonymes, voir May.
Florence May est une pianiste et musicographe britannique née le 6 février 1845 à Londres et morte dans la même ville le 29 juin 1923.

## Biographie
Florence May naît le 6 février 1845 à Londres,.
Elle commence son apprentissage musical avec son père, Edward Collett May, et un oncle, Oliver May, puis acquiert une certaine renommée à Londres comme pianiste avant de se rendre en 1871 à Lichtenthal, près de Baden-Baden, où elle étudie avec Clara Schumann, qui lui fait découvrir Johannes Brahms, dont elle devient l'élève,.
De retour en Angleterre, Florence May se distingue comme interprète en défendant les œuvres de son maître. Elle joue ainsi de nombreuses partitions de Brahms pour la première fois à Londres,.
Elle est en outre l'autrice d'un ouvrage consacré au compositeur, The Life of Johannes Brahms (2 volumes, Londres, 1905 ; 2e éd., 1948), « une étude bien documentée, agréablement écrite, qui reste utile », juge Bernarr Rainbow (en).
Comme musicographe, elle a également publié The Girlhood of Clara Schumann (Londres, 1912).
Florence May meurt le 29 juin 1923 à Londres,.